# Clinias (père d'Aratos)
Pour les articles homonymes, voir Clinias.
Clinias (en grec ancien Κλείνίας / Klínías) est le père d'Aratos de Sicyone et l'adversaire politique d'Abantidas, qui le fait assassiner en 264 av. J.-C. et se proclame tyran de la ville de Sicyone.

## Famille
Il est le frère de Prophantès (Prophantos), époux de Soso, la sœur de son ennemi politique , Abantidias. Il a un fils, Aratos.

## Biographie
Sicyone, cité du nord du Péloponnèse, au bord du golfe de Corinthe, avait une vie politique agitée et connaissait une succession de tyrans. Clinias est, après le renversement du tyran Cléon, l'un des deux magistrats qui gouvernent la cité de Sicyone, avec Timocleidès. À la mort de Timocleidès, Abantidas, fils de Paséas et beau-frère de Prophantès, le frère de Clinias, fait assassiner Clinias et prend le pouvoir,.
Clinias, lorsqu'il était au pouvoir, a, semble-t-il, entretenu de bonnes relations aussi bien avec Ptolémée II Philadelphe qu'avec Antigone II Gonatas, en s'en tenant à la neutralité entre l'Égypte lagide et la Macédoine.